# Баларик ле Бен
Баларик ле Бен (фр. Balaruc-les-Bains) је насеље и општина у јужној Француској у региону Лангдок-Русијон, у департману Еро која припада префектури Монпелије.
По подацима из 2011. године у општини је живело 6.911 становника, а густина насељености је износила 798,04 становника/km². Општина се простире на површини од 8,66 km². Налази се на средњој надморској висини од 3 метра (максималној 169 m, а минималној 0 m).

## Демографија
| 1962. | 1968. | 1975. | 1982. | 1990. | 1999. | 2011. |
| ----- | ----- | ----- | ----- | ----- | ----- | ----- |
| 1.822 | 1.830 | 2.957 | 4.369 | 5.013 | 5.688 | 6.911 |

График промене броја становника у току последњих година